# یان کوزاک (بازیکن فوتبال، زاده ۱۹۵۴)
یان کوزاک (انگلیسی: Ján Kozák؛ زادهٔ ۱۷ آوریل ۱۹۵۴) یک بازیکن سابق فوتبال اهل چکسلواکی و مربی فوتبال اهل اسلواکی است.
از باشگاه‌هایی که در آن بازی کرده‌است می‌توان به دوکلا پراگ اشاره کرد، وی همچنین از سال ۱۹۷۶ تا ۱۹۸۴ عضو تیم ملی فوتبال چکسلواکی بوده و ۵۵ بازی ملی انجام داده است.
کوزاک همچنین مربی تیم‌هایی همچون تیم ملی فوتبال اسلواکی بوده است.